# I Wanna Be Your Lover (La Bionda-album)
Az I Wanna Be Your Lover a La Bionda nevű olasz diszkóegyüttes hatodik nagylemeze, amely 1980-ban jelent meg.
A felvételeket az NSZK-ban, a müncheni Union Studiosban készítették 1980 októberében, ám a lemez a milánói Baby Records emblémájával jelent meg. Producerek: Carmelo és Michelangelo La Bionda.

## A dalok

### A oldal
1. I Wanna Be Your Lover 4.25
2. Johnnie Don't Go Away 5.32
3. Action 3.55
4. A Moment of Sunshine 4.53

### B oldal
1. Nightflight 4.17
2. You're So Fine 3.53
3. One Thing's for Sure 3.49
4. Cyclone Rock 3.24
5. Don't Cry Now 3.14

## Közreműködők
- Thor Baldursson, Herman Weindorf (billentyűsök)
- Kathy Bartney, Rhonda Heath, Madeleine Davis (háttérvokál)
- Curtis Drake (az "idegen" hangja az I Wanna Be Your Lover című felvételben)
- Cedric Beatty (rögzítés, keverés)

## Legnépszerűbb slágerek
- I Wanna Be Your Lover
- A Moment of Sunshine
- You're So Fine

## Külső hivatkozások
- Videóklip: I Wanna Be Your Lover

## Az együttes további nagylemezei
Fratelli La Bionda Srl, Tutto va bene, La Bionda, Bandido, High Energy